# Gouania hillii
Gouania hillii är en brakvedsväxtart som beskrevs av F. Müll.. Gouania hillii ingår i släktet Gouania och familjen brakvedsväxter. Inga underarter finns listade i Catalogue of Life.